# Pablo L. Sidar (La Aurora)
Pablo L. Sidar (La Aurora) es una localidad del municipio de Centro ubicado en la subregión centro del estado mexicano de Tabasco.

## Geografía
La localidad de Pablo L. Sidar (La Aurora) se sitúa en las coordenadas geográficas 17°54′25″N 93°02′17″O / 17.906944, -93.038056, a una elevación de 7 metros sobre el nivel del mar.

## Demografía
Según el Censo de Población y Vivienda 2020, efectuado por el Instituto Nacional de Estadística y Geografía, la localidad de Pablo L. Sidar (La Aurora) tiene 282 habitantes, de los cuales 155 son del sexo masculino y 127 del sexo femenino. Su tasa de fecundidad es de 2.3 hijos por mujer y tiene 79 viviendas particulares habitadas.
| Gráfica de evolución demográfica de Pablo L. Sidar (La Aurora) entre 1930 y 2020 |
|                                                                                  |
| INEGI.                                                                           |